# Гоу Эхед Иглз
«Го́у Эхе́д Иглз» (англ. Go Ahead Eagles) — нидерландский футбольный клуб из города Девентер. Был основан 2 декабря 1902 года под названием «Би Квик» (англ. Be Quick), нынешнее название клуб получил 31 июля 1971 года. Домашние матчи команда проводит на стадионе «Де Аделарсхорст», его вместимость составляет 10 тысяч зрителей.
В сезоне 2024/25 клуб занял 7-е место в Эредивизи — Высшем дивизионе Нидерландов. «Гоу Эхед Иглз» четырежды становился чемпионом Нидерландов, в сезонах 1916/17, 1921/22, 1929/30 и 1932/33. В 2025 году клуб впервые в своей истории выиграл Кубок Нидерландов, обыграв АЗ в серии пенальти со счётом 4:2 (в основное время была зафиксирована ничья 1:1).
Главный тренер команды — Мелвин Бул.

## История
Футбольный клуб «Гоу Эхед Иглз» был основан 2 декабря 1902 года под названием «Би Квик» (англ. Be Quick) в городе Девентер. Сначала клуб вступил в Футбольную ассоциацию Апелдорна. Спустя два года, с 1904 года «Би Квик» начал выступать в футбольной лиги Зютфена. В 1905 году команда вступила в Футбольную Ассоциацию Нидерландов.

## Достижения
- Первый класс (до 1955) / Высший дивизион (после 1956): 4
  - 1916/17, 1921/22, 1929/30, 1932/33 (под названием «Гоу Эхед»)
- Второй дивизион Нидерландов:
  - 1958/59
- Кубок Нидерландов
  - Победитель: 2024/25
  - Финалист: 1964/65

## Основной состав

### Команда
| №  |                  | Поз. | Имя                 | Год рождения |
| -- | ---------------- | ---- | ------------------- | ------------ |
| 1  | Флаг Германии    | Вр   | Лука Плогман        | 2000         |
| 2  | Флаг Нидерландов | Защ  | Матс Дейл (капитан) | 1997         |
| 3  | Флаг Германии    | Защ  | Геррит Наубер       | 1992         |
| 4  | Флаг Нидерландов | Защ  | Йорис Крамер        | 1996         |
| 5  | Флаг Индонезии   | Защ  | Дин Джеймс          | 2000         |
| 6  | Флаг Нидерландов | ПЗ   | Калвин Твигт        | 2003         |
| 7  | Флаг Дании       | Нап  | Якоб Бреум          | 2003         |
| 8  | Флаг Нидерландов | ПЗ   | Эверт Линтхорст     | 2000         |
| 9  | Флаг Нидерландов | Нап  | Милан Смит          | 2003         |
| 10 | Флаг Дании       | Нап  | Сёрен Тенгстетт     | 2000         |
| 11 | Флаг Норвегии    | Нап  | Оскар Сивертсен     | 2004         |
| 14 | Флаг Швеции      | Нап  | Оскар Петтерссон    | 2000         |
| 15 | Флаг Нидерландов | ПЗ   | Роббин Вейенберг    | 2004         |
| 16 | Флаг Швеции      | Нап  | Виктор Эдвардсен    | 1996         |
| 17 | Флаг Бельгии     | ПЗ   | Матис Сюрай         | 2001         |

| №  |                  | Поз. | Имя                 | Год рождения |
| -- | ---------------- | ---- | ------------------- | ------------ |
| 18 | Флаг Суринама    | Нап  | Ришонелл Маргарет   | 2000         |
| 20 | Флаг Бельгии     | ПЗ   | Ксандер Бломме      | 2002         |
| 21 | Флаг Нидерландов | Защ  | Мелле Мёленстен     | 1999         |
| 22 | Флаг Бельгии     | Вр   | Яри Де Бюссер       | 1999         |
| 23 | Флаг Бельгии     | Нап  | Тибо Батен          | 2002         |
| 24 | Флаг Нидерландов | Защ  | Люка Эверинк        | 2001         |
| 26 | Флаг Нидерландов | Защ  | Юлиус Дирксен       | 2003         |
| 27 | Флаг Нидерландов | Нап  | Финн Стоккерс       | 1996         |
| 28 | Флаг Нидерландов | Защ  | Пим Сатхоф          | 2003         |
| 29 | Флаг Дании       | Защ  | Аске Адельгор       | 2003         |
| 30 | Флаг Нидерландов | Вр   | Свен Янсен          | 2004         |
| 32 | Флаг Нидерландов | Нап  | Офосу Боакье        | 2007         |
| 33 | Флаг Нидерландов | Вр   | Нандо Вердони       | 2004         |
| 34 | Флаг Нидерландов | ПЗ   | Яссир Салах Рахмуни | 2006         |

### Тренерский штаб
| Должность        | Имя               |
| ---------------- | ----------------- |
| Главный тренер   | Мелвин Бул        |
| Тренер-ассистент | Деннис ван дер Ре |
| Тренер-ассистент | Рик Адьей         |
| Тренер-ассистент | Джим Барнхом      |
| Тренер-ассистент | Франк Бергхёйс    |
| Тренер вратарей  | Эрик Вегхорст     |

## Трансферы сезона 2025/26

### Пришли
| Поз. | Игрок             | Прежний клуб           | Стоимость/статус трансфера |
| ---- | ----------------- | ---------------------- | -------------------------- |
| Защ  | Пим Сатхоф        | Конгсвингер            | Окончание аренды           |
| Защ  | Мелле Мёленстен   | Сампдория              | 400 тыс. евро              |
| ПЗ   | Ксандер Бломме    | Эксельсиор (Роттердам) | Окончание аренды           |
| Нап  | Тибо Батен        | Рода                   | Окончание аренды           |
| Нап  | Ришонелл Маргарет | Валвейк                | 1 млн евро                 |

### Ушли
| Поз. | Игрок          | Новый/прежний клуб | Стоимость/статус трансфера |
| ---- | -------------- | ------------------ | -------------------------- |
| ПЗ   | Энрик Льянсана | Андерлехт          | 1 млн евро                 |
| ПЗ   | Оливер Антман  | Рейнджерс          | 6 млн евро                 |

## Главные тренеры клуба
| - 1954—1956 Франц Кёлер - 1956—1957 Вим де Бойс - 1957—1962 Гилберт Ричмонд - 1962—1970 Франтишек Фадргонц - 1970—1973 Барри Хьюз - 1973—1975 Ян Нотерманс - 1975—1975 Хенк ван Брюссел - 1975—1976 Лео Бенхаккер - 1976—1976 Хенк ван Брюссел - 1976—1978 Вил Курвер - 1978—1978 Хенк ван Брюссел - 1978—1980 Йоп Бранд - 1980—1980 Боб Маскант - 1980—1981 Шпиц Кон - 1981—1983 Боб Маскант |  | - 1983—1985 Хенк Вюллемс - 1985—1988 Нико ван Зогел - 1988—1988 Мирча Петеску - 1988—1990 Фриц Корбах - 1990—1990 Хенк тен Кате - 1990—1993 Ян Верслейен - 1993—1995 Хенк тен Кате - 1995—1996 Аб Фафие - 1996—1996 Боб Маскант - 1996—1997 Лео ван Вен - 1997—2002 Ян ван Ста - 2002—2002 Тео де Йонг - 2002—2003 Роберт Маскант - 2003—2005 Раймонд Либрегтс - 2005—2008 Мике Снуй |  | - 2008—2011 Андрис Улдеринк - 2011—2012 Йоп Галл - 2012 Джимми Колдервуд (и. о.) - 2012—2013 Эрик тен Хаг - 2013—2015 Фуке Бой - 2016—2017 Ханс де Конинг - 2017 Роберт Маскант (и. о.) - 2017 Леон Флеммингс - 2017—2018 Ян ван Ста - 2018—2019 Джон Стегеман - 2019—2020 Джек де Гир - 2020—2022 Кес ван Вондерен - 2022—2024 Рене Хаке - 2024—2025 Паул Симонис - 2025—н. в. Мелвин Бул |